# اوله لارسون
اوله لارسون (انگلیسی: Olle Larsson؛ ۲۱ ژوئن ۱۹۲۸ – ۱۳ ژانویه ۱۹۶۰ (aged 31)) ورزشکار روئینگ اهل سوئد بود.
وی در مسابقات کشوری و بین‌المللی در مجموع برندهٔ ۳ مدال نقره شده‌است.